# Naomi Campbell
Naomi Elaine Campbell (London, 22. svibnja 1970.), britanski supermodel, glumica i pjevačica, karipsko-kineskog podrijetla. U svijetu mode nosi nadimak Crna pantera.

## Životopis
Naomi Campbell rodila se početkom 1970-ih u londonskoj četvrti Streatham. Odgojila ju je majka Valerie, rođena na Jamajci, a odrasla u Londonu, jer ih je otac, kojeg nikada nije upoznala, ostavio dva mjeseca nakon njenog rođenja.
Godine 1980. primljena je u prestižnu londonsku školu baleta (Italia Conti Stage School), a uz to pohađala je i londonsku glumačku akademiju.

### Početak karijere
Karijeru je započela već sa sedam godina kada je glumila učenicu za videospot pjesme Boba Marleya Is This Love?
Svijet mode otkrio ju je kada je imala petnaest godina. Šetajući se Convent Gardenom prišla joj je modna agentica s čijom je agencijom sklopila ugovor.
U travnju 1986. godine pojavila se na naslovnici Elle, zamijenivšim model koji je otkazao snimanje. U travnju 1988. godine pojavila se na naslovnici pariškog Voguea kao prvi crni model na njihovoj naslovnici, a taj uspjeh je ponovila i na naslovnici britanskog časopisa Vogue.
Potpisavši ugovor za modnu agenciju Elite, Naomi je došla uprigodu raditi s najvećim imenima modne industrije, poput Isaaca Mizrahi, Calvina Kleina, and Azzedinea Alaia.

### Svjetska slava
Vrhunac karijere doživjela je ranih 1990-ih kada je zajedno s Claudijom Schiffer, Lindom Evangelistom, Cindy Crawford i Christy Turlington bila najpoznatiji i najbolje plaćeni top-model. Istovremeno, usmjerila je svoje interese i na druge planove. Tako je 1991. snimila spot "Cool as Ice" s grupom Vanilla Ice, a potom je snimila i svoja dva albuma (Love and Tears, 1994. i Babywoman, 1995.).
Godine 1995. zajedno s kolegicama Elle MacPherson, Claudijom Schiffer i Christy Turlington, otvorila je Fashion cafe. Prvi u nizu kafića otvoren je u Rockefeller Centru u New Yorku.

## Video spotovi i filmovi
Pojavila se u nizu videospotova glazbenika kao što su Michael Jackson, Jay Z, Macy Gray i mnogi drugi. Najbolji dojam ostavila je u spotovima Michaela Jacksona In the Closet i Georgea Michaela Freedom. Jednom je zapjevala i s prijateljicama, Lindom Evangelistom, i Christy Turlington.
Pojavila se i u nizu filmova, a gostovala je i u seriji "Princ iz Bel Aira".

## Filmografija
- The Cosby Show (3 epizode, 1988.)
- Princ iz Bel Aira (1990.)
- Cool as Ice (1991.)
- "In the Closet" (video)
- "Erotica" (video)
- The Night We Never Met (1993.)
- Pret a Porter (1994.) (cameo)
- Unzipped (1995.) (dokumentarni film)
- Miami Rhapsody (1995.)
- Absolutely Fabulous (1995.) (cameo)
- New York Undercover (1995., pet epizoda)
- To Wong Foo, Thanks for Everything! Julie Newmar (1995.) (cameo)
- Catwalk (1996.) (dokumentarni film)
- Girl 6 (1996.)
- Invasion of Privacy (1996.)
- Beautopia (1998.) (dokumentarni film)
- An Alan Smithee Film: Burn Hollywood Burn (1998.)
- Trippin'  (1999.)
- Prisoner of Love (1999.)
- Ali G u Parlamentu (2002.)
- The Fat Slags (2004.)
- The Call (2006.)
- Karma, Confessions and Holi (2006.)
- Ružna Betty (2008., 1 epizoda)

## Parfemi
Godine 2000. bila je prva zvijezda koja je lansirala vlastitu liniju kozmetičkih proizvoda. Od tada je s tvrtkom Procter & Gamble niz uspješnih parfema (Naomi Campbell i Naomagic (2000.), Cat Deluxe (2001.), Mystery (2003.), Sunset (2004.), Paradise Passion (2005.) i posljednji u nizu Cat Deluxe at Night. U ožujku 2007. dobila je prestižnu nagradu u Berlinu za svoj doprinos parfumerskoj industriji.

## Skandali
Tijekom svoje karijere, Naomi je stekla reputaciju teške osobe koja lako plane. Mnogi ljudi s kojima je radila zamjeraju joj sebičnost, razmaženost i uobraženost te tvrde kako je s njom nemoguće raditi.
Godine 1998. na snimanju filma Prisoner of love, fizički se sukobila s filmskom asistenticom Georgianom Galanis koju je uhvatila za vrat, napala telefonom i udarila je dvaput u rame. Kao posljedica toga, Naomi je uhićena i optužena za fizički napad i nanošenje ozljeda.
Godine 2000. napala je asistenticu u Kanadi, za vrijeme vožnje, prijeteći joj da će je izbaciti iz jurećeg auta.
Iako se jedno vrijeme liječila od agresivnosti, 2006. godine napala je svoju asistenticu Anu Scolavino i bila osuđena na pet dana društveno korisnog rada uz obvezu pohađanja tečaja protiv agresije. Radnu obvezu odradila je u ožujku 2007. godine u New Yorku.
U lipnju 2008., optužena je za napad na dvojicu policajaca na londonskom aerodromu Heathrow.

## Zanimljivosti
- Pozirala je za Playboy 1999. godine, a pojavila se i u Madonninoj knjizi Sex+.
- Dizajnirala je sedam parfema za žene.
- U zadnje vrijeme posvetila se dobrotvornom radu i aktiviranju o problemima stanovnika subsaharske Afrike.
- Očinskom figurom smatra Quincya Jonesa, a djedom Nelsona Mandelu.